# Condado de Onslow
O Condado de Onslow é um dos 100 condados do estado americano da Carolina do Norte. A sede do condado é Jacksonville, e sua maior cidade é Jacksonville. O condado possui uma área de 1 356 km² (dos quais 367 km² estão cobertos por água), uma população de 150 355 habitantes, e uma densidade populacional de 76 hab/km² (segundo o censo nacional de 2000). O condado foi fundado em 1734.